# Il a neigé sur Yesterday
Clip vidéo
[vidéo] « Il a neigé sur Yesterday (archive INA, 1977) », sur YouTube
Il a neigé sur Yesterday est une chanson de Marie Laforêt sortie en 45-tours en 1977 et reprise sur son album Moi je voyage en 1979.

## Genèse
Écrite par Michel Jourdan et composée par Jean-Claude Petit et Tony Rallo, la chanson fait suite à la séparation des Beatles en 1970, en évoquant la tristesse des fans.
Le parolier français Michel Jourdan s'empare de l'événement et écrit les paroles d'Il a neigé sur Yesterday. Il fait ensuite appel à Jean-Claude Petit pour écrire la musique, mais ce dernier manquant d'inspiration pour les couplets, il demande à l'arrangeur Tony Rallo de compléter la mélodie.
La chanson fait référence à plusieurs titres des Beatles dont Yesterday, Yellow Submarine, Hey Jude, Hello, Goodbye, Penny Lane, Lady Madonna, Eleanor Rigby ou encore Michelle.
Une maquette est enregistrée au studio Condorcet à Toulouse et la chanson est proposée par l'éditeur à plusieurs artistes. Marie Laforêt s'en inspire et va en faire un succès.

## Classements hebdomadaires
| Classement    | Meilleure position |
| ------------- | ------------------ |
| France (IFOP) | 3                  |